# Autodefenses Unides de Colòmbia

AUC

Les Autodefenses Unides de Colòmbia fou un grup guerriller de Colòmbia organitzat per la força pública i els grans propietaris, unint els grups dispers de milícies de terratinents, sota l'empara d'una norma del govern.
Des de començaments de la dècada dels seixanta la Força Pública i els organismes de seguretat de l'Estat van ser formats seguint la doctrina de la Seguretat Nacional americana i l'aplicació dels fonaments del conflicte de baixa intensitat, el fi darrer del qual és l'eliminació de l'"enemic intern" (representat pel comunisme, la subversió o la insurgència). Així, en el marc d'aquesta estratègia, a començaments de la mateixa dècada es recomanà per part d'assessors militars nord-americans la formació d'organitzacions de "tipus antiterrorista" i per a la "lluita anticomunista". A conseqüència d'això es va dictar el decret 3398 de 1968 (després Llei 48 de 1968), que van establir les bases legals per a l'organització de la "defensa nacional", la "defensa civil" i la promoció en l'organització de les "'autodefenses". Sota l'empara de l'esmentada norma, i inclòs desbordant-la, membres, de la Força Pública van entrenar, van dotar d'armament i van adoctrinar habitants en zones de conflicte amb la finalitat d'involucrar de manera directa a la població dins de la confrontació i per donar suport als cossos oficials en la lluita contrainsurgent. Es va constatar de fet que els grups paramilitars a diverses regions del país van actuar en defensa i protecció d'interessos polítics, de projectes econòmics (explotació de recursos naturals com el petroli i el carbó), i en defensa de sectors vinculats a l'activitat agropecuària i al narcotràfic. El novembre de 1994 es va realitzar la primera cimera de les autodefenses de Colòmbia on es va establir una estratègia conjunta origen de les AUC. Es van desmobilitzar el 2004 i van entregar les armes.
Les autodefenses utilitzen el verd com el seu color, ja que moltes s'originaren a Antioquia. El color s'utilitza principalment en braçalets verds amb la sigla AUC en blanc, i els diferents grups tenen banderes pròpies.